# Naoki Matsuda
Naoki Matsuda (14 martie 1977 - 4 august 2011) a fost un fotbalist japonez.

## Statistici
| Japonia | Japonia | Japonia |
| An      | Meciuri | Goluri  |
| ------- | ------- | ------- |
| 2000    | 14      | 0       |
| 2001    | 10      | 0       |
| 2002    | 12      | 0       |
| 2003    | 0       | 0       |
| 2004    | 3       | 0       |
| 2005    | 1       | 1       |
| Total   | 40      | 1       |